# Franz Caspar Lieblein
Franz Kaspar Lieblein (Franz Caspar Lieblein ( 15 de septiembre de 1744, Karlstadt-28 de abril de 1810, Fulda) fue un botánico alemán.
Enseña botánica en Fulda, en el principado de la Hesse.
En su obra, Flora fuldensis (Fráncfort del Meno, 1784), describe la flora del valle del Rin y presenta 300 especies.
- La abreviatura «Liebl.» se emplea para indicar a Franz Caspar Lieblein como autoridad en la descripción y clasificación científica de los vegetales.[1]